# Ferdynand Dąbrowa-Ciechanowski
Ferdynand Dąbrowa-Ciechanowski (ur. 18 października 1759, zm. 7 kwietnia 1828), duchowny greckokatolicki, od 1810 unicki biskup chełmski, bazylianin, przełożony klasztoru bazylianów w Chełmie, senator Księstwa Warszawskiego i Królestwa Polskiego.

## Życiorys
Ciechanowski urodził się w 1759 r. w rodzinie szlacheckiej w Ciechanowcu na Podlasiu. Po ukończeniu kolegium pijarskiego w Siemiatyczach wstąpił do zakonu bazylianów. Przez pewien czas był prefektem i profesorem filozofii w szkole bazyliańskiej przy klasztorze w Żyrowicach. Następnie został przełożonym (superiorem) klasztoru bazylianów w Chełmie. W 1809 r. został przełożonym (prowincjałem) wszystkich bazylianów w granicach Księstwa Warszawskiego. W czasie pobytu w Chełmie związał się z wpływową w ziemi chełmskiej rodziną Węgleńskich. Dzięki jej poparciu w 1810 r. został wysunięty jako kandydat do godności ordynariusza unickiej diecezji chełmskiej, co spotkało się z niechęcią ze strony duchowieństwa świeckiego. Konsekrowany na biskupa we Lwowie. Konsekratorem był unicki metropolita unicki Antoni Angełłowicz, asystowali łaciński arcybiskup lwowski Kajetan Ignacy Kicki oraz ormiański arcybiskup lwowski Jan Jakub Symonowicz. Jako biskup wszedł do senatu Księstwa Warszawskiego, a następnie Królestwa Polskiego.
Jako biskup starał się o konsolidację diecezji chełmskiej, która obejmowała wszystkich unitów na terenie Królestwa Polskiego. W 1810 r. doprowadził do wznowienia działalności chełmskiego seminarium duchownego, zadbał także o remont spalonej katedry. Troszczył się o podniesienie poziomu moralnego i intelektualnego duchowieństwa. Wprowadził do liturgii pewne zwyczaje typowe dla Kościoła łacińskiego (opracował Porządek nabożeństwa cerkiewnego na diecezję chełmską obrządku greckokatolickiego przepisany). Opowiadał się za upodabnianiem unickiej architektury cerkiewnej do architektury łacińskich kościołów. Jednocześnie był rzecznikiem odrębności unitów i starał się zapobiegać przechodzeniu ich na obrządek łaciński. W celu usprawnienia zarządu diecezji ustanowił, na wzór diecezji łacińskich, kapitułę, ustanowił także dwóch sufraganów (Bartłomieja Nazarewicza i Wincentego Siedleckiego). W celu ożywienia religijnego polecał zakładać przy każdej cerkwi bractwa religijne. 
Bp Ciechanowski zmarł w Chełmie 7 kwietnia 1828 roku. Według Jana Lewandowskiego, "badacze dziejów eparchii chełmskiej zgodnie podkreślają jego ogromne zasługi dla umocnienia tej diecezji. Z jego inicjatywy powołano instytucję kapituły diecezjalnej i sufraganii, dotowano konsystorz i seminarium diecezjalne. Tylko starania związane z utworzeniem w Chełmie szkoły diaków, podjęte w początkowych latach Królestwa Polskiego, nie przyniosły rezultatów za życia Ciechanowskiego".